# 英属毛里求斯
英属毛里求斯（英語：British Mauritius）是1810年至1968年间英国在印度洋的直辖殖民地。毛里求斯先前是法兰西殖民帝国的一部分，英国在1810年11月入侵法兰西岛后取得事实上的统治，并于1814年巴黎和约上获得法律承认。英国的统治随着1968年3月12日毛里求斯宣布独立而终止。